# Lili Berky
Lili Berky (ur. 15 marca 1886 w Győrze, zm. 5 lutego 1958 w Budapeszcie) – węgierska aktorka teatralna i filmowa. Na dużym ekranie zaczynała swoją karierę w niemych filmach.

## Wybrane role

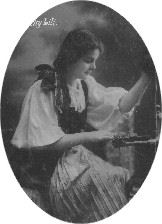
Berky Lili, ok. 1915

### Filmy nieme
- Sárga csikó (1913)
- A tolonc (1914)
- Böském (1914)
- A kölcsönkért csecsemők (1914)
- A kormányzó (1915)
- Havasi Magdolna (1915)
- Leányfurfang (1915)
- Éjjeli találkozás (A betyár kendője) (1915)
- Tetemrehívás (1915)
- Petőfi dalciklus (1916)
- Mágnás Miska (1916)
- A kétszívű férfi (1916)
- A szobalány (1916)
- Mesék az írógépről (1916)
- A gyónás szentsége (1916)
- Méltóságos rabasszony (1916)
- Ártatlan vagyok (1916)
- A dolovai nábob leánya (1916)
- Fehér éjszakák (Fedora) (1916)
- Vergődő szívek (1916)
- Csaplárné a betyárt szerette (1917)
- Ciklámen (1917)
- Falusi Madonna (1917)
- Az utolsó éjszaka (1917)
- A megbélyegzett (1917)
- A vasgyáros (Claire) (1917)
- A tanítónő (1917)
- Nehéz szerep (1917)
- A vadorzó (1918)
- Az aranyember (1918)
- A csodagyerek (1920)
- Csárdáskirálynő (1927)

### Filmy dźwiękowe
- Pardon tévedtem (1933)
- Ida regénye (1934)
- Az új rokon (1934)
- Meseautó (1934)
- Búzavirág (1934)
- Márciusi mese (1934)
- Nem élhetek muzsikaszó nélkül (1935)
- Szerelmi álmok (1935)
- Ez a villa eladó (1935)
- A királyné huszárja (1935)
- Zivatar Kemenespusztán (1936)
- Dunaparti randevú (1936)
- A méltóságos kisasszony (1936)
- Három sárkány (1936)
- Mária nővér (1936)
- Pergőtűzben! (1937)
- Mai lányok (1937)
- Pusztai szél (1937)
- Viki (1937)
- Egy lány elindul (1937)
- Fehérvári huszárok (1938)
- Süt a nap (1938)
- Uz Bence (1938)
- Párbaj semmiért (1939)
- Mátyás rendet csinál (1939)
- Balkezes angyal (1940)
- Pepita kabát (1940)
- Rózsafabot (1940)
- Tóparti látomás (1940)
- Dankó Pista (1940)
- Sarajevo (1940)
- Hét szilvafa (1940)
- Az intéző úr (1941)
- Fekete hajnal (1942)
- Sárga kaszinó (1943)
- Kerek Ferkó (1943)
- Muki (1943)
- A tanítónő (1945)
- Hazugság nélkül (1945)
- Különös házasság (1951)
- Az élet hídja (1955)